# Liste d'élections en 1835
Chronologie des élections
- 1831
- 1832
- 1833
- 1834
- 1835
- 1836
- 1837
- 1838
- 1839

Cet article recense les élections organisées durant l'année 1835.

Au milieu des années 1830, le Royaume-Uni, les États-Unis, la France, la Norvège, la Belgique, l'Espagne et le Portugal procèdent à des élections nationales régulières, toutes au suffrage censitaire masculin.

## Élections nationales en 1835
| Date                             | État              | Élection ou référendum                    | Contexte | Résultat |
| -------------------------------- | ----------------- | ----------------------------------------- | --- | --- |
| 7 juillet 1834 - 5 novembre 1835 | États-Unis        | Législatives (chambre (en) et sénat (en)) | | Le Parti démocrate, parti du président Andrew Jackson, conserve sa majorité absolue des sièges à la Chambre des représentants. Le Parti national-républicain, principal parti d'opposition, perd sa courte majorité absolue au Sénat, tout en conservant la majorité relative. |
| 1835                             | Équateur          | Législatives (es)                         | | Cette section est vide, insuffisamment détaillée ou incomplète. Votre aide est la bienvenue ! Comment faire ? |
| 6 janvier - 6 février            | Royaume-Uni       | Législatives                              | En décembre 1834, le roi Guillaume IV a nommé le conservateur Robert Peel (Parti tory) Premier ministre, à la tête d'un gouvernement minoritaire, puis dissous le parlement pour que les conservateurs puissent obtenir une majorité parlementaire par de nouvelles élections. Pour ce scrutin, l'Association d'abrogation (mouvement autonomiste irlandais) et les Radicaux (gauche chartiste, progressiste et libérale) se présentent sous l'étiquette du Parti whig. | Le Parti whig (progressiste, libéral) recule mais conserve sa majorité absolue des sièges. N'ayant pas de majorité à la Chambre et ne parvenant pas à gouverner, Robert Peel démissionne début avril ; William Lamb, vicomte de Melbourne (whig) devient Premier ministre.     |
| 2 février                        | Amérique centrale | Fédérales (en)                            | | Cette section est vide, insuffisamment détaillée ou incomplète. Votre aide est la bienvenue ! Comment faire ? |
| 16 février                       | Venezuela         | Présidentielle (es)                       | | Cette section est vide, insuffisamment détaillée ou incomplète. Votre aide est la bienvenue ! Comment faire ? |
| 1er mars                         | Uruguay           | Présidentielle (es)                       | | Cette section est vide, insuffisamment détaillée ou incomplète. Votre aide est la bienvenue ! Comment faire ? |
| 1er - 9 avril                    | Costa Rica        | Chef d'État (en)                          | | Cette section est vide, insuffisamment détaillée ou incomplète. Votre aide est la bienvenue ! Comment faire ? |
| 9 juin                           | Belgique          | Législatives (nl)                         | | Barthélemy de Theux de Meylandt (conservateur) demeure chef du gouvernement unioniste, lequel associe les conservateurs (dits « catholiques ») et les libéraux. |
| juin - 7 décembre                | Norvège           | Législatives (en)                         | | En l'absence d'organisation formelle en partis politiques, tous les élus siègent sans étiquette. |
| 8 août                           | Équateur          | Présidentielle (es)                       | | Cette section est vide, insuffisamment détaillée ou incomplète. Votre aide est la bienvenue ! Comment faire ? |